# 進路アドバイザー
進路アドバイザー検定（しんろあどばいざーけんてい）は、大学新聞社が実施する検定試験である。予備校・塾講師や高校教員など、高校生をはじめとする若者の進路に関してアドバイスをする立場の者が、身につけていてほしい進路に関する情報や知識を確認することを目的としている。2017年より9月と2月の年2回実施されている。

## 概要
- 受験資格:特になし
- 合格率:19％ (第14回)

## 受検料
- 3,900円

## 合格基準
1. 総合得点420点以上（総合得点510点以上はマスター認定）
2. 各区分の得点が60点以上
  - A-1学校に関する基礎知識
  - A-2入試に関する基礎知識
  - A-3学費に関する基礎知識
  - B-1職業に関する基礎知識
  - B-2就職の現状に関する基礎知識
  - B-3進路指導・キャリア教育の基礎知識